# Liste der Bischöfe von Edessa
Die folgenden Personen waren Bischöfe von Edessa (heute Türkei):
| Amtsantritt      | Sterbedatum     | Name               | Kommentar |
| ---------------- | --------------- | ------------------ | --- |
|                  | ca. 100         | Thaddeus           | Bericht des Eusebius |
|                  | vor 110         | Varsimaeos         | |
|                  | ca. 190         | Aggai              | Bericht des Eusebius |
|                  | ca. 200         | Palut              | Bericht des Eusebius; Zeitzeuge von Serapion von Antiochia |
|                  | 304             | Conon              | |
|                  |                 | Sha'ad             | Chronik von Edessa legt ihn zwischen Conon und Ethalaha. |
| 324              | 346?            | Ethalaha           | Chronik von Edessa lässt Sterbedatum weg. |
| 346              | 361             | Abraham            | |
| 361              | März 378        | Barses             | wechselt auf kaiserlichen Befehl von Haran nach Edessa |
| 379              | Karfreitag 387  | Eulogius           | ordiniert im Krönungsjahr von Theodosius |
|                  | 22. Juli 398    | Cyrus I.           | |
| 397              | 17. Oktober 398 | Silvanus           | |
| 23. November 398 | 409             | Pakida             | |
| 409              | 411             | Diogenes           | |
| 411              | 8. August 435   | Rabbula            | |
| 435              | 28. Oktober 457 | Ibas               | Chronik von Edessa gibt an, dass er am 1. Januar 448 abgesetzt und 2 Jahre später wieder eingesetzt wurde |
| 21. Juli 448     | 471             | Nonnus             | Chronik von Edessa gibt an, dass er Edessa 450 verließ, aber nach Ibas' Tod 457 zurückkehrte |
| 471              | 6. Juni 498     | Cyrus II.          | Cyrus überzeugt Kaiser Zenon, die persische Schule in Edessa zu schließen |
| 498              | 10. April 510   | Peter              | betritt Edessa am 12. September wieder |
| 510              | 27. Juli 522    | Paul               | wird abgesetzt von Patricius für seinen Monophysitismus |
| 23. Oktober 522  | 27. Juni 526    | Asclepius          | stirbt in Antiochia; Paul beruft ihn zum Bischof von Haran |
| 8. März 526      | 30. Oktober 526 | Paul, erneut       | akzeptiert das Konzil von Chalcedon; kehrte nach Asclepius' Tod zurück |
| 7. Februar 527   | Dezember 532    | Andreas            | |
| 28. August 533   | unbekannt       | Addi               | Datum seines Todes fällt nach der Vollendung der Chronik von Edessa; ws ist möglich, dass es noch einen Bischof zwischen Addi und Jakob Baradäus gibt |
| 541              | 30. Juli 578    | Jakob Baradäus     | auch Abt von Pesitta |
| 578              | 602/3           | Severus            | gesteinigt von Narses |
|                  |                 |                    | Die bischöfliche Sukzession scheint während des Krieges unterbrochen zu sein. - 602/603: Edessa wird von den Persern eingenommen; zurückerobert durch die Römer 604/5 - Mai 611: Edessa wird wiedererobert von den Persern - 627: Perser evakuieren Edessa als Teil eines Vertrags - 638: Edessa wird an den muslimischen General Yazid ausgeliefert |
| vor 644          | 649/650         | Simon              | stirbt in Amida |
| 650/651          | 664             | Cyriacus           | |
| 664 (erneut 708) | 708             | Jakob II.          | |
| 668              | 708             | Habib              | |
| 728/729          | nach 745        | Konstantin         | Sterbedatum nicht erwähnt in der Chronik von Zuqnin |
| vor 755          | 754/755         | Timothaeus         | |
| 754/755          | 760/761         | Zacharias          | |
| 760/761          | nach 775        | Elijah von Qartnim | die Chronik von Zuqnin gibt an, dass er nicht ordiniert war; obwohl die Chronik von Zuqnin bis 775 fortfährt, werden keine Bischöfe mehr erwähnt |

- Jesaja, Bischof von Edessa (7. Jh.)
- Johann, westsyrischer Bischof von Edessa (7. Jh.)
- Jonas, ostsyrischer Bischof von Edessa (7. Jh.)
- Theodoros (9. Jh.)

- um 1103 Benedikt